# Altach
Altach este o comună în districtul Feldkirch, landul Vorarlberg, Austria. Populația sa este de 6.512 de locuitori.

## Geografie
Altach se află în vestul Austriei, în statul Vorarlberg, la altitudinea de 412 m deasupra nivelului mării. Suprafața sa totală e de 5.36 km². Altach se învecinează cu alte 5 comune: Hohenems din districtul Dornbirn, Götzis și Mäder din districtul Feldkirch, și Oberriet și Diepoldsau din cantonul St. Gallen.

## Istorie
Habsburgii au stăpânit satele din Vorarlberg, din Tirol și din Austria Anterioară. În 1801 Altach a fost separat de Götzis. Din 1805 până în 1814, Altach a aparținut de Bavaria, apoi din nou de Austria. Altach face parte din statul autriac Vorarlberg încă de la fondarea sa în 1861. Din 1945 până în 1955, comuna a fost în zona de ocupație a Franței în Austria.

## Politică

### Primarul
Primarul este 	Gottfried Brändle, membru a Partidului Popular Austriac.

### Consiliul
- ÖVP: 16
- Verzii: 8
- SPÖ: 2
- FPÖ: 1

## Legături externe
- Site oficial al comunei